# مركز دعم اتخاذ القرار السعودي
مركز دعم اتخاذ القرار مركز حكومي مرتبط تنظيميا بالديوان الملكي السعودي، ويتمتع بالشخصية الاعتبارية، والاستقلال المالي والإداري، تأسس بموجب قرار مجلس الوزراء صدر بتاريخ 9 شعبان 1437-16 مايو 2016، مقره الرئيسي في مدينة الرياض، ويترأس مجلس إدارته ياسر بن عثمان الرميان.

## الأهداف
يهدف المركز إلى اتخاذ القرار برصد وتحليل الأحداث والتطورات والمتغيرات والظواهر والقضايا الداخلية والإقليمية والدولية وانعكاساتها، وإبداء الخيارات والبدائل المناسبة حيالها، واقتراح التصورات المثلى للتعامل معها، كما يعد المركز الدراسات المستقبلية، ومتابعة المستجدات والتحديات المحتملة في مختلف المجالات، وتقديم المقترحات اللازمة لمواجهتها، ويوفر المعلومات اللازمة لمجلس الوزراء ومجلس الشؤون السياسية والأمنية ومجلس الشؤون الاقتصادية والتنمية، جمع البيانات والمعلومات ذات الصلة باختصاصات المركز والمهمات المخولة إليه والموضوعات التي يكلف بها وتوثيق تلك البيانات والمعلومات وتحليلها ومعالجتها وحفظها، والإسهام في تثقيف وتوعية الرأي العام حول القرارات المتخذة والموضوعات المطروحة والقضايا المثارة.

## الاختصاصات والمهام
تمنح السعودية مركز دعم اتخاذ القرار حق الحصول على المعلومات والبيانات التي يحتاجها من الأجهزة الحكومية وبالطريقة التي يراها مناسبة في سبيل تحقيق أغراضه، ببناء شراكات مع الأجهزة الحكومية المختلفة، والاستعانة بالكوادر والقدرات الوطنية في مجالات عمل المركز، واستطلاع اتجاهات الرأي العام تجاه الموضوعات والقضايا التي تهم المواطن، وكذلك تجاه القرارات التي تُتخذ قبل صدورها وبعده، وإجراء البحوث والدراسات اللازمة في الموضوعات ذات الصلة بأهداف المركز، وإيجاد قنوات اتصال مع الرأي العام عبر وسائل الإعلام التقليدي والجديد، والتعاون مع مراكز البحوث والاستشارات وبيوت الخبرة على المستويين المحلي والدولي وإبرام اتفاقات وعقود معها في مجال عمل المركز، وإنشاء قواعد بيانات ومعلومات في المجالات التي تخدم أهداف المركز، وإتاحة المناسب منها للرأي العام إلكترونياً، بما يدعم الشفافية ويوثق الصلة بين متخذ القرار والمستفيدين منه، وعقد حلقات نقاش ولقاءات مع المسؤولين وأصحاب القرارات، وتنظيم ورش عمل ومؤتمرات بالتعاون مع الجامعات والجهات المعنية والمتخصصة، والتواصل مع وسائل الإعلام المختلفة، والمشاركة في الأنشطة العامة، والنشر عبر الوسائط المختلفة، وتأسيس الشركات أو المساهمة في تأسيسها أو الدخول فيها شريكاً، وفقاً للإجراءات النظامية.